# Théophané
Dans la mythologie grecque, Théophané (en grec ancien Θεοϕάνη / Theophánê) est la mère du mouton à la Toison d'or Chrysomallos.

## Mythe
Théophané est la fille du roi Bisaltès (en), convoitée par des prétendants en raison de sa beauté. Aimée de Poséidon, celui-ci l'emmène sur l'île de Crumissa pour la cacher des prétendants à sa poursuite. Le dieu métamorphose la jeune fille en brebis et tous les habitants de l'île en moutons, se changeant lui-même en bélier. Lorsqu'ils débarquent, les prétendants commencent à tuer les animaux : Poséidon les transforme alors en loups,.
Toujours métamorphosés, Poséidon et Théophané s'unissent, donnant naissance à Chrysomallos, le mouton ayant porté Phrixos en Colchide et dont la toison est connue sous le nom de « Toison d'or »,.